# Alexa Guarachi
Alexa Eleanor Guarachi Mathison (Destin, 17 novembre 1990) è un'ex tennista statunitense naturalizzata cilena.

## Carriera
Ha vinto un titolo nel singolare e 19 titoli nel doppio del circuito ITF nella sua carriera. Il 2 novembre 2015, ha raggiunto il suo best ranking nel singolare, nº 347. Il 20 settembre 2021, invece, ha raggiunto il best ranking nel doppio, nº 11.
Nel 2020 ha ottenuto la sua prima finale slam in carriera in doppio in quel di Parigi: assieme a Desirae Krawczyk, ha battuto al terzo turno la coppia numero 1 del seeding (Hsieh/Strycova, campionesse in carica a Wimbledon): all'ultimo atto lei e la compagna hanno perso ad opera di Mladenovic/Babos per 4-6 5-7.
Nell'aprile 2024, ha annunciato il suo ritiro dalle competizioni.

## Statistiche

### Doppio

#### Vittorie (5)
| Legenda               | Legenda      |
| --------------------- | ------------ |
| Grande Slam (0)       |              |
| Ori Olimpici (0)      |              |
| WTA Finals (0)        |              |
| WTA Elite Trophy (0)  |              |
| Dal 2009 al 2020      | Dal 2021     |
| Premier Mandatory (0) | WTA 1000 (1) |
| Premier 5 (0)         | WTA 1000 (1) |
| Premier (0)           | WTA 500 (1)  |
| International (2)     | WTA 250 (1)  |

| N. | Data              | Torneo                                   | Superficie  | Compagna         | Avversarie in finale               | Punteggio           |
| 1. | 22 luglio 2018    | Ladies Championship Gstaad, Gstaad       | Terra rossa | Desirae Krawczyk | Lara Arruabarrena Timea Bacsinszky | 4-6, 6-4, [10-6]    |
| 2. | 13 settembre 2020 | Istanbul Cup, Istanbul                   | Terra rossa | Desirae Krawczyk | Ellen Perez Storm Sanders          | 6-1, 6-3            |
| 3. | 27 febbraio 2021  | Adelaide International, Adelaide         | Cemento     | Desirae Krawczyk | Hayley Carter Luisa Stefani        | 6(4)-7, 6-4, [10-3] |
| 4. | 13 marzo 2021     | Dubai Tennis Championships, Dubai        | Cemento     | Darija Jurak     | Xu Yifan Yang Zhaoxuan             | 6-0, 6-3            |
| 5. | 29 maggio 2021    | Internationaux de Strasbourg, Strasburgo | Terra rossa | Desirae Krawczyk | Makoto Ninomiya Yang Zhaoxuan      | 6-2, 6-3            |

#### Sconfitte (7)
| Legenda               | Legenda      |
| --------------------- | ------------ |
| Grande Slam (1)       |              |
| Argenti Olimpici (0)  |              |
| WTA Finals (0)        |              |
| WTA Elite Trophy (0)  |              |
| Dal 2009 al 2020      | Dal 2021     |
| Premier Mandatory (0) | WTA 1000 (0) |
| Premier 5 (0)         | WTA 1000 (0) |
| Premier (1)           | WTA 500 (1)  |
| International (4)     | WTA 250 (0)  |

| N. | Data              | Torneo                                        | Superficie  | Compagna           | Avversarie in finale            | Punteggio        |
| 1. | 5 agosto 2018     | Citi Open, Washington                         | Cemento     | Erin Routliffe     | Han Xinyun Darija Jurak         | 3-6, 2-6         |
| 2. | 28 aprile 2019    | Istanbul Cup, Istanbul                        | Terra rossa | Sabrina Santamaria | Tímea Babos Kristina Mladenovic | 1-6, 0-6         |
| 3. | 21 settembre 2019 | Guangzhou International Women's Open, Canton  | Cemento     | Giuliana Olmos     | Peng Shuai Laura Siegemund      | 2-6, 1-6         |
| 4. | 19 ottobre 2019   | BGL Luxembourg Open, Lussemburgo              | Cemento (i) | Kaitlyn Christian  | Cori Gauff Caty McNally         | 2-6, 2-6         |
| 5. | 16 febbraio 2020  | St. Petersburg Ladies Trophy, San Pietroburgo | Cemento (i) | Kaitlyn Christian  | Shūko Aoyama Ena Shibahara      | 6-4, 0-6, [3-10] |
| 6. | 11 ottobre 2020   | Open di Francia, Parigi                       | Terra rossa | Desirae Krawczyk   | Tímea Babos Kristina Mladenovic | 4-6, 5-7         |
| 7. | 5 agosto 2023     | Mubadala Citi DC Open, Washington (2)         | Cemento     | Monica Niculescu   | Laura Siegemund Vera Zvonarëva  | 4-6, 4-6         |

## Circuito WTA 125

### Doppio

#### Sconfitte (2)
| N. | Data           | Torneo               | Superficie  | Compagna       | Avversarie in finale             | Punteggio           |
| 1. | 13 luglio 2019 | Swedish Open, Båstad | Terra rossa | Danka Kovinić  | Misaki Doi Natal'ja Vichljanceva | 5-7, 7-6(4), [7-10] |
| 2. | 6 maggio 2023  | Catalonia Open, Reus | Terra rossa | Erin Routliffe | Storm Hunter Ellen Perez         | 1-6, 6(8)-7         |

## Risultati in progressione
| V | F | SF | QF | #T | RR | Q# | A | ND |

(V) Torneo vinto; raggiunto (F) finale, (SF) semifinale, (QF) quarti di finale, (#T) turni 4, 3, 2, 1; (RR) round - robin; (Q#) Turno di qualificazione; (A) assente dal torneo; (ND) torneo non disputato.

### Doppio
| Torneo                     | 2018 | 2019 | V–S |
| -------------------------- | ---- | ---- | --- |
| Australian Open, Melbourne | A    | 1T   | 0–1 |
| Roland Garros, Parigi      | A    |      | 0–0 |
| Wimbledon, Londra          | 1T   |      | 0–1 |
| US Open, New York          | 1T   |      | 0–1 |
| Vittorie-Sconfitte         | 0–2  | 0–1  | 0–3 |